# Пиноккио Гильермо дель Торо
«„Пино́ккио“ Гилье́рмо дель То́ро» или просто «Пино́ккио» (англ. Guillermo del Toro's Pinocchio) — американский покадрово-анимационный музыкальный драматический фильм в жанре тёмного фэнтези режиссёров Гильермо дель Торо и Марка Густафсона, снятый по сценарию дель Торо и Патрика Макхейла и по сюжету дель Торо и Мэттью Роббинсона на основе сказки итальянского автора Карло Коллоди «Приключения Пиноккио» и вдохновлённый иллюстрациями Гриса Гримли к изданию 2002 года. Фильм переосмысляет историю Пиноккио, деревянной куклы, созданной мастером-столяром Джеппетто, и демонстрирует «историю о любви и непослушании, когда Пиноккио пытается оправдать ожидания отца и познаёт истинный смысл жизни» на фоне межвоенного периода и Второй мировой войны в фашистской Италии. Грегори Манн и Дэвид Брэдли озвучили главного героя и его отца Джеппетто соответственно, к ним присоединились Юэн Макгрегор, Бёрн Горман, Рон Перлман, Джон Туртурро, Финн Вулфхард, Кейт Бланшетт, Тим Блейк Нельсон, Кристоф Вальц и Тильда Суинтон.
Дель Торо в течение длительного периода времени хотел реализовать данный проект, считая, что ни один персонаж «не имеет с [ним] настолько тесной и личной связи». Мультфильм был анонсирован в 2008 году и изначально должен был выйти в 2013, либо в 2014 году, однако оказался в производственном аду. В январе 2017 года Макхейл был объявлен соавтором сценария, однако вскоре проект был отменён из-за отсутствия финансовой поддержки. В следующем году права на фильм приобрёл Netflix, и производство возобновилось.
Мировая премьера «Пиноккио Гильермо дель Торо» состоялась 15 октября 2022 года на Лондонском кинофестивале. 9 ноября 2022 года фильм вышел в избранных кинотеатрах, а 9 декабря премьера состоялась на Netflix. Мультфильм удостоился признания со стороны критиков, хваливших анимацию, визуальную составляющую, музыку, сюжет и работу актёров озвучки. Проект получил множество кинопремий, в том числе 95-ю премию «Оскар» в категории «Лучший анимационный фильм»; 80-ю премию «Золотой глобус» в категории «Лучший анимационный фильм», став вторым удостоенным данной награды кукольным мультфильмом после фильма «Потерянное звено» (2019).

## Сюжет
В Италии времён Великой войны столяр Джеппетто теряет своего сына Карло из-за непреднамеренного боевого налёта австрийской армии. Джеппетто решает почтить память сына, посадив рядом с его могилой сосновую шишку, и оплакивает его в течение следующих двенадцати лет.
Внутри выросшей из шишки сосны поселяется антропоморфный сверчок по имени Себастиан Джей Крикет.  По прошествии нескольких десятков лет Джеппетто так и не смирился с утратой сына. Однажды он, разъярённый и будучи в нетрезвом виде, срубает дерево и решает сделать из него нового сына. Он засыпает, не завершив работу, и Лесной дух с синей кожей оживляет куклу и даёт ей имя Пиноккио. Дух знакомится с Себастианом и обещает исполнить одно его желание в обмен на то, что тот станет наставником Пиноккио. Себастиан соглашается, решая пожелать стать знаменитым.
Позднее Джеппетто узнаёт о том, что Пиноккио ожил, и запирает его в шкафу, а сам отправляется в церковь, но тот следует за ним, пугая своим внешним видом жителей деревни. На следующий день Джеппетто отправляет Пиноккио в школу, но его перехватывают мужчина и его цирковая обезьяна, бывший аристократ-шоумен граф Вольпе и Спаццатура соответственно.
Вольпе убеждает Пиноккио выступать в его цирке и заставляет подписать контракт. Когда Джеппетто приходит, чтобы забрать Пиноккио домой, они с Вольпе пытаются перетянуть Пиноккио каждый на свою сторону, вследствие чего Пиноккио падает на дорогу и его сбивает автомобиль.
Пиноккио попадает в загробный мир, где знакомится с чёрными кроликами. Те отправляют его к Смерти, сестре Лесного духа. Она объясняет Пиноккио, что он бессмертен и что он вернётся в мир смертных, когда песочные часы завершат свой отсчёт времени, и с каждой новой смертью проводимое им в загробном мире время будет увеличиваться.
По возвращении в мир смертных Пиноккио решает выступать в цирке Вольпе, чтобы закрыть денежный долг Джеппетто и не быть призванным в Королевскую итальянскую армию строгим подеста из деревни.
Когда Себастиан и Джеппетто ищут Пиноккио в море, их съедает заживо гигантская рыба. На одном из своих выступлений Пиноккио совместно с Спаццатурой исполняет перед Бенито Муссолини унизительную пародийную песню в качестве мести за тиранию Вольпе, после чего телохранитель дуче убивает его.
Воскресая, Пиноккио обнаруживает, что подеста забрал его вместе с другими мальчиками в фашистский военный лагерь. Пиноккио заводит дружбу с сыном подеста, Фитилём, который боится разочаровать отца и показаться ему слабым. Следуя совету Пиноккио, Фитиль восстаёт против своего отца, однако в этот момент на лагерь сбрасывают бомбы вражеские ВВС, и подеста погибает. Ударная волна бомбы подбрасывает Пиноккио в воздух.
Вольпе ловит Пиноккио и пытается сжечь его на костре, но Спаццатура останавливает его. Они падают с обрыва, вследствие чего Вольпе разбивается насмерть, а Пиноккио спасает Спаццатуру. Вскоре после этого их проглатывает морской монстр, и в его желудке они воссоединяются с Джеппетто и Себастианом.
Пиноккио врёт, чтобы заставить свой нос вырасти и построить мост, по которому все добираются до дыхала монстра и через него выходят на свободу. Монстр пытается снова их съесть, но Пиноккио жертвует собой, активируя морскую мину, которую рыба пытается проглотить. Во время очередной встречи со Смертью Пиноккио просит отправить его на землю раньше срока, несмотря на предупреждение о том, что в таком случае он станет смертным. Пиноккио спасает Джеппетто и умирает, вынуждая Себастиана попросить Лесного духа вернуть его к жизни, и та исполняет желание сверчка.
Пиноккио и остальные возвращаются домой и живут вместе, как семья. Со временем все, кого любит Пиноккио, умирают. Сначала отец Джеппетто, затем сверчок и Спаццатура. Оставшись один, мальчик решает попутешествовать по миру. Себастиан задает себе вопрос: «Умрет ли Пиноккио? Я думаю, что да. Может это и сделает его настоящим человеком, что будет то будет, а затем мы уходим» в конце показывают упавшую шишку с сосны, намекая на смерть Пиноккио в будущем.
Во время финальных титров Себастиан, находящийся в загробном мире, поёт чёрным кроликам свою песню.

## Роли озвучивали
- Грегори Манн:
  - Пиноккио, энергичная и буйная деревянная кукла[9].
  - Карло, сын Джеппетто, погибший под бомбёжкой.
- Юэн Макгрегор — Себастиан Джей Крикет, путешествующий сверчок и рассказчик истории, живущий внутри Пиноккио в качестве наставника и совести[9].
- Дэвид Брэдли — мастер Джеппетто, отец Пиноккио, резчик по дереву, не так давно переживший смерть своего сына Карло[9].
- Кристоф Вальц — граф Вольпе[англ.], честолюбивый обнищавший аристократ, ставший кукловодом и шпрехшталмейстером. Его имя переводится с итальянского языка как «лис», персонаж является сочетанием персонажей Манджафоко, Лиса[англ.] и инспектора из оригинальной сказки о Пиноккио[9].
- Тильда Суинтон:
  - Лесной дух[англ.], мудрая фея, способная видеть духов и подарившая жизнь Пиноккио[10]. Она представлена в образе гуманоида с двумя крыльями, на которых расположены глаза, и змеиным хвостом.
  - Смерть, сестра Лесного духа, осуществляющая контроль над загробным миром. Она представлена в виде химеры с лицом человека, рогами буйвола, нижними рогами овцы Иакова, телом льва, крыльями птицы с глазами и хвостом с двумя змеиными головами.
- Рон Перлман — подеста, представитель фашизма, который видит в Пиноккио солдата, отец Фитиля[9]. В фильме персонаж является эквивалентом ямщика[англ.] из литературного первоисточника.
- Финн Вулфхард — Фитиль[англ.], сын подеста, который издевается над Пиноккио, а позднее становится ему другом[9].
- Кейт Бланшетт — Спаццатура, обезьяна графа Вольпе, с которой тот жестоко обращается[9]. Имя персонажа в переводе с итальянского означает «мусор» или «отброс», а сам он является эквивалентом Кота[англ.] из литературного первоисточника. Спаццатура может разговаривать только с помощью кукол, которыми он управляет.
- Бёрн Горман — священник, священнослужитель и бывший клиент Джеппетто.
- Джон Туртурро — Доктор, лечащий врач из деревни Джеппетто.
- Тим Блейк Нельсон — чёрные кролики со скелетообразными телами, прислужники Смерти. Они основаны на кроликах-гробовщиках из оригинальной сказки.
- Том Кенни:
  - Бенито Муссолини, правитель фашистской Италии.
  - Правая рука Муссолини.
  - Моряк с крюком вместо руки и с деревянной ногой, рассказывающий Джеппетто о гигантской рыбе.

## Производство

### Разработка
В 2008 году Гильермо дель Торо объявил, что его следующий проект, более мрачная адаптация итальянского романа «Приключения Пиноккио», находится в разработке. Он назвал «Пиноккио» своим страстным проектом, заявив, что «ни одна форма искусства не повлияла на мою жизнь и мои работы больше, чем анимация, и ни один персонаж в истории не имел столь тесной личной связи со мной, как Пиноккио», и «Я хотел снять этот фильм, сколько себя помню.» 17 февраля 2011 года было объявлено, что Грис Гримли и Марк Густафсон будут совместно работать над кукольным фильмом Пиноккио, по сценарию дель Торо и его давнего коллеги Мэттью Роббинса, совместно со студиями The Jim Henson Company и Pathé. 17 мая 2012 года Дель Торо заменил Гримли. В феврале 2012 года Дель Торо выпустил несколько концепт-артов с проектами Пиноккио, Джеппетто, Говорящего сверчка, Манджафоко и Лиса с котом. 30 июля 2012 года было объявлено, что фильм будет продюсировать и анимировать ShadowMachine. Изначально планировалось выпустить его в 2013 или 2014 году, но проект ушёл в производственный ад без дополнительной информации в течение многих лет.
23 января 2017 года было объявлено, что Патрик Макхейл выступит соавтором сценария вместе с дель Торо.. 31 августа 2017 года Дель Торо заявил на IndieWire, что для бюджета фильма нужно еще 35 миллионов долларов, иначе фильм будет отменён. 8 ноября 2017 года он сообщил, что проект не реализуется, потому что ни одна студия не желала его финансировать. В какой-то момент Мэтью Роббинс рассматривал возможность создания 2D-анимационного фильма с французским художником Джоанном Сфаром, чтобы снизить расходы, но Дель Торо в конце концов решил, что нужно использовать покадровую анимацию, даже если из-за более высокого бюджета получить зелёный свет будет сложнее. Однако 22 октября 2018 года на помощь к фильму пришёл Netflix и приобрёл его для дальнейшего производства.

### Подбор актёров
В январе 2020 года было объявлено, что Рон Перлман, Тильда Суинтон, Юэн Макгрегор, Кристоф Вальц и Дэвид Брэдли присоединились к актёрскому составу мультфильма. Ранее в актёрский состав рассматривались Дэниел Рэдклифф, Том Уэйтс и Кристофер Уокен. В конечном счёте Рэдклифф остался в проекте в качестве исполнительного продюсера. 19 августа 2020 года Грегори Манн, Кейт Бланшетт, Тим Блейк Нельсон, Финн Вулфхард, Джон Туртурро и Бёрн Горман присоединились к актёрскому составу фильма.

### Съёмки
Съёмки начались в Гвадалахаре, Мексика и Портленде, Орегон 31 января 2020 года и должны были продлиться пять месяцев.

### Музыка
Александр Деспла написал оригинальные песни для фильма. Фильм стал второй совместной работой Деспла и дель Торо, которые уже сотрудничали при создании фильма «Форма воды». Ранее, 23 августа 2012 года, Ник Кейв заявлял, что он будет композитором фильма.

## Премьера
В ноябре 2018 года Netflix заявила, что дата выхода фильма назначена на 2021 год. 14 января 2021 года генеральный директор Netflix Тед Сарандос объявил, что выпуск фильма может быть перенесен на «2022 год или позже», когда Netflix будет выпускать шесть анимационных фильмов в год. В декабре 2021 года дель Торо подтвердил, что премьера фильма состоится в 2022 году. В январе 2022 года вышел пролог к фильму, из которого стало известно, что релиз запланирован на декабрь.
Мировая премьера «Пиноккио Гильермо дель Торо» состоялась 15 октября 2022 года на Лондонском кинофестивале. 5 ноября картина была показана на Фестивале Американского института киноискусства. Фильм вышел в избранных кинотеатрах 9 ноября 2022 года, а 9 декабря он стал доступен к просмотру на Netflix, в том числе с русскими субтитрами. В число кинотеатров, которые показывали мультфильм, вошёл TIFF Bell Lightbox.
Издательство Simon & Schuster адаптировало сценарий фильма в формате романа.

## Реакция

### Отзывы и оценки
Фильм получил восторженные оценки в прессе. По данным агрегатора Rotten Tomatoes, 
97  % из 237 обзоров были положительными, со средней оценкой 8,3 из 10. Сайт обобщает мнения критиков так: «„Пиноккио Гильермо дель Торо“ полностью оправдывает своё название — которое указывает на визуально поразительную адаптацию, принимающую тёмную сторону первоисточника». По данным Metacritic, фильм получил 79 баллов из 100 возможных на основе 48 отзывов, что соответствует статусу «всеобщее признание».
По итогам года более 40 изданий включили «Пиноккио» в свои списки лучших фильмов года, а несколько критиков поставили его на первые места. Издания Vulture , Paste, Screen Rant, «Мир фантастики» и другие назвали его мультфильмом года.

### Награды и номинации
| Награда                                                 | Дата вручения   | Категория                                                   | Номинанты и получатели                                                                           | Результат     | П.            |
| ------------------------------------------------------- | --------------- | ----------------------------------------------------------- | ------------------------------------------------------------------------------------------------ | ------------- | ------------- |
| Hollywood Music in Media Awards                         | 16 ноября 2022  | Лучшая оригинальная музыка к мультфильму                    | Александр Деспла                                                                                 | Победа        | [ 40 ]        |
| Hollywood Music in Media Awards                         | 16 ноября 2022  | Лучшая оригинальная песня к мультфильму                     | Александр Деспла, Робин Кац и Гильермо дель Торо («Ciao Papa»)                                   | Победа        | [ 40 ]        |
| Hollywood Music in Media Awards                         | 16 ноября 2022  | Музыкальный фильм, байопик или мюзикл                       | «Пиноккио Гильермо дель Торо»                                                                    | Номинация     | [ 40 ]        |
| Премия Ассоциации кинокритиков Лос-Анджелеса            | 11 декабря 2022 | Лучший анимационный фильм                                   | «Пиноккио Гильермо дель Торо»                                                                    | Победа        | [ 41 ]        |
| Премия Ассоциации кинокритиков Вашингтона               | 12 декабря 2022 | Лучший анимационный фильм                                   | «Пиноккио Гильермо дель Торо»                                                                    | Победа        | [ 42 ]        |
| Премия Ассоциации кинокритиков Вашингтона               | 12 декабря 2022 | Лучший адаптированный сценарий                              | Патрик Макхейл и Гильермо дель Торо                                                              | Номинация     | [ 42 ]        |
| Премия Ассоциации кинокритиков Вашингтона               | 12 декабря 2022 | Лучшая оригинальная музыка                                  | Александр Деспла                                                                                 | Номинация     | [ 42 ]        |
| Премия Ассоциации кинокритиков Вашингтона               | 12 декабря 2022 | Лучшая озвучка                                              | Грегори Манн                                                                                     | Номинация     | [ 42 ]        |
| Премия Ассоциации кинокритиков Вашингтона               | 12 декабря 2022 | Лучшая озвучка                                              | Юэн Макгрегор                                                                                    | Номинация     | [ 42 ]        |
| Премия Ассоциации кинокритиков Чикаго                   | 14 декабря 2022 | Лучший адаптированный сценарий                              | Гильермо дель Торо и Патрик Макхейл                                                              | Номинация     | [ 43 ]        |
| Премия Ассоциации кинокритиков Чикаго                   | 14 декабря 2022 | Лучший анимационный фильм                                   | «Пиноккио Гильермо дель Торо»                                                                    | Победа        | [ 43 ]        |
| Премия Ассоциации кинокритиков Чикаго                   | 14 декабря 2022 | Лучшая оригинальная музыка                                  | Александр Деспла                                                                                 | Номинация     | [ 43 ]        |
| Премия Ассоциации кинокритиков Юты                      | 17 декабря 2022 | Лучший анимационный фильм                                   | «Пиноккио Гильермо дель Торо»                                                                    | Второе место  | [ 44 ]        |
| Премия Ассоциации кинокритиков Сент-Луиса               | 18 декабря 2022 | Лучший адаптированный сценарий                              | Патрик Макхейл, Гильермо дель Торо и Мэттью Роббинс                                              | Номинация     | [ 45 ]        |
| Премия Ассоциации кинокритиков Сент-Луиса               | 18 декабря 2022 | Лучший анимационный фильм                                   | «Пиноккио Гильермо дель Торо»                                                                    | Номинация     | [ 45 ]        |
| Премия Ассоциации кинокритиков Далласа/Форт-Уэрта       | 19 декабря 2022 | Лучший фильм                                                | «Пиноккио Гильермо дель Торо»                                                                    | Восьмое место | [ 46 ]        |
| Премия Ассоциации кинокритиков Далласа/Форт-Уэрта       | 19 декабря 2022 | Лучший анимационный фильм                                   | «Пиноккио Гильермо дель Торо»                                                                    | Победа        | [ 46 ]        |
| Премия Ассоциации кинокритиков Далласа/Форт-Уэрта       | 19 декабря 2022 | Лучшая музыка                                               | Александр Деспла                                                                                 | Победа        | [ 46 ]        |
| Премия Кружка кинокритиков Флориды                      | 22 декабря 2022 | Лучший анимационный фильм                                   | «Пиноккио Гильермо дель Торо»                                                                    | Номинация     | [ 47 ]        |
| Премия Кружка кинокритиков Флориды                      | 22 декабря 2022 | Лучший адаптированный сценарий                              | Гильермо дель Торо, Мэттью Роббинс, Грис Гримли, Патрик Макхейл                                  | Номинация     | [ 47 ]        |
| Премия Альянса женщин-киножурналистов                   | 5 января 2023   | Лучший анимационный фильм                                   | «Пиноккио Гильермо дель Торо»                                                                    | Победа        | [ 48 ] [ 49 ] |
| Общество кинокритиков Сан-Диего                         | 6 января 2023   | Лучший адаптированный сценарий                              | Гильермо дель Торо, Мэттью Роббинс, Грис Гримли, Патрик Макхейл                                  | Второе место  | [ 50 ] [ 51 ] |
| Общество кинокритиков Сан-Диего                         | 6 января 2023   | Лучший анимационный фильм                                   | «Пиноккио Гильермо дель Торо»                                                                    | Победа        | [ 50 ] [ 51 ] |
| Общество кинокритиков Сан-Диего                         | 6 января 2023   | Лучшие визуальные эффекты                                   | «Пиноккио Гильермо дель Торо»                                                                    | Номинация     | [ 50 ] [ 51 ] |
| Ассоциация кинокритиков Торонто                         | 8 января 2023   | Лучший анимационный фильм                                   | «Пиноккио Гильермо дель Торо»                                                                    | Второе место  | [ 52 ]        |
| Премия Кружка кинокритиков Области залива Сан-Франциско | 9 января 2023   | Лучший анимационный фильм                                   | «Пиноккио Гильермо дель Торо»                                                                    | Победа        | [ 53 ] [ 54 ] |
| Премия Кружка кинокритиков Области залива Сан-Франциско | 9 января 2023   | Лучшая оригинальная музыка                                  | Александр Деспла                                                                                 | Номинация     | [ 53 ] [ 54 ] |
| Премия Ассоциации кинокритиков Остина                   | 10 января 2023  | Лучший анимационный фильм                                   | «Пиноккио Гильермо дель Торо»                                                                    | Номинация     | [ 55 ] [ 56 ] |
| Премия Ассоциации кинокритиков Остина                   | 10 января 2023  | Лучший адаптированный сценарий                              | Гильермо дель Торо и Патрик Макхейл                                                              | Номинация     | [ 55 ] [ 56 ] |
| Премия Ассоциации кинокритиков Остина                   | 10 января 2023  | Лучшее исполнение роли голосом/захватом движения в анимации | Юэн Макгрегор                                                                                    | Номинация     | [ 55 ] [ 56 ] |
| Золотой глобус                                          | 10 января 2023  | Лучший анимационный полнометражный фильм                    | «Пиноккио Гильермо дель Торо»                                                                    | Победа        | [ 57 ]        |
| Золотой глобус                                          | 10 января 2023  | Лучшая оригинальная музыка                                  | Александр Деспла                                                                                 | Номинация     | [ 57 ]        |
| Золотой глобус                                          | 10 января 2023  | Лучшая оригинальная песня                                   | Александр Деспла, Робин Кац и Гильермо дель Торо («Ciao Papa»)                                   | Номинация     | [ 57 ]        |
| Премия Ассоциации кинокритиков Джорджии                 | 13 января 2023  | Лучший адаптированный сценарий                              | Гильермо дель Торо, Мэттью Роббинс, Грис Гримли, Патрик Макхейл                                  | Номинация     | [ 58 ]        |
| Премия Ассоциации кинокритиков Джорджии                 | 13 января 2023  | Лучшая оригинальная музыка                                  | Александр Деспла                                                                                 | Номинация     | [ 58 ]        |
| Премия Ассоциации кинокритиков Джорджии                 | 13 января 2023  | Лучшая оригинальная песня                                   | Александр Деспла, Робин Кац и Гильермо дель Торо («Ciao Papa»)                                   | Номинация     | [ 58 ]        |
| Премия Ассоциации кинокритиков Джорджии                 | 13 января 2023  | Лучший анимационный фильм                                   | «Пиноккио Гильермо дель Торо»                                                                    | Победа        | [ 58 ]        |
| Выбор критиков                                          | 15 января 2023  | Лучший анимационный фильм                                   | «Пиноккио Гильермо дель Торо»                                                                    | Победа        | [ 59 ]        |
| Выбор критиков                                          | 15 января 2023  | Лучшая музыка                                               | Александр Деспла                                                                                 | Номинация     | [ 59 ]        |
| Выбор критиков                                          | 15 января 2023  | Лучшая песня                                                | «Ciao Papa»                                                                                      | Номинация     | [ 59 ]        |
| Премия Общества кинокритиков Сиэтла                     | 17 января 2023  | Лучший анимационный фильм                                   | «Пиноккио Гильермо дель Торо»                                                                    | Номинация     | [ 60 ]        |
| Премия Гильдии художников-постановщиков США             | 18 февраля 2023 | Лучшая работа художника-постановщика в анимационном фильме  | Гай Дэвис, Курт Эндерле                                                                          | Победа        | [ 61 ]        |
| BAFTA                                                   | 19 февраля 2023 | Лучший анимационный полнометражный фильм                    | «Пиноккио Гильермо дель Торо»                                                                    | Победа        | [ 62 ]        |
| BAFTA                                                   | 19 февраля 2023 | Лучшая работа художника-постановщика                        | Курт Эндерле и Гай Дэвис                                                                         | Номинация     | [ 62 ]        |
| BAFTA                                                   | 19 февраля 2023 | Лучшая музыка к фильму                                      | Александр Деспла                                                                                 | Номинация     | [ 62 ]        |
| Премия Ассоциации кинокритиков Голливуда                | 24 февраля 2023 | Лучший анимационный фильм                                   | «Пиноккио Гильермо дель Торо»                                                                    | Победа        | [ 63 ]        |
| Премия Ассоциации кинокритиков Голливуда                | 24 февраля 2023 | Лучший адаптированный сценарий                              | Гильермо дель Торо и Патрик Макхейл                                                              | Номинация     | [ 63 ]        |
| Премия Ассоциации кинокритиков Голливуда                | 24 февраля 2023 | Лучшая озвучка/захват движения                              | Юэн Макгрегор                                                                                    | Номинация     | [ 63 ]        |
| Творческая премия Ассоциации кинокритиков Голливуда     | 24 февраля 2023 | Лучшая музыка                                               | Александр Деспла                                                                                 | Номинация     | [ 63 ]        |
| Творческая премия Ассоциации кинокритиков Голливуда     | 24 февраля 2023 | Лучшие визуальные эффекты                                   | Аарон Вайнтрауб, Брайан Лиф Хансен, Джорджина Хейнс и Иэн Маккиннон                              | Номинация     | [ 63 ]        |
| Премия Гильдии продюсеров США                           | 25 февраля 2023 | Лучший анимационный фильм                                   | Гильермо дель Торо, Гэри Унгар и Алекс Балкли                                                    | Победа        | [ 64 ] [ 65 ] |
| Golden Reel Awards                                      | 26 февраля 2023 | Лучший монтаж звука — анимационный фильм                    | Скотт Мартин Гершин, Масанобу «Томи» Томита, Эндрю Вернон, Дэн Гамаче, Дэн О’Коннелл, Джон Куччи | Победа        | [ 66 ]        |
| Golden Reel Awards                                      | 26 февраля 2023 | Лучший монтаж музыки — кинофильм                            | Льюис Морисон, Эрик Кодю, Крис Баррет                                                            | Номинация     | [ 66 ]        |
| Спутник                                                 | 3 марта 2023    | Лучший анимационный фильм                                   | «Пиноккио Гильермо дель Торо»                                                                    | Номинация     | [ 67 ]        |
| Cinema Audio Society Awards                             | 4 марта 2023    | Лучшее сведение звука в мультфильме                         | Джон Тейлор, Фрэнк Монтаньо, Питер Коббин, Тэвиш Грейд                                           | Победа        | [ 68 ]        |
| Оскар                                                   | 12 марта 2023   | Лучший анимационный полнометражный фильм                    | Гильермо дель Торо, Марк Густафсон, Гэри Ангар и Алекс Балкли                                    | Победа        |               |